# (17402) Valeryshuvalov
(17402) Valeryshuvalov est un astéroïde de la ceinture principale.

## Description
(17402) Valeryshuvalov est un astéroïde de la ceinture principale. Il fut découvert le 20 octobre 1985 à la station Anderson Mesa par Edward L. G. Bowell. Il présente une orbite caractérisée par un demi-grand axe de 2,43 UA, une excentricité de 0,17 et une inclinaison de 8,9° par rapport à l'écliptique.

## Compléments